# Rutherford (Tennessee)
Rutherford és una població dels Estats Units a l'estat de Tennessee. Segons el cens del 2000 tenia 1.272 habitants.

## Demografia
Segons el cens del 2000, Rutherford tenia 1.272 habitants, 542 habitatges, i 365 famílies. La densitat de població era de 218,3 habitants/km².
Dels 542 habitatges en un 27,3% hi vivien nens de menys de 18 anys, en un 46,3% hi vivien parelles casades, en un 16,8% dones solteres, i en un 32,5% no eren unitats familiars. En el 31,2% dels habitatges hi vivien persones soles el 18,8% de les quals corresponia a persones de 65 anys o més que vivien soles. El nombre mitjà de persones vivint en cada habitatge era de 2,35 i el nombre mitjà de persones que vivien en cada família era de 2,91.
Per edats la població es repartia de la següent manera: un 23,7% tenia menys de 18 anys, un 6,6% entre 18 i 24, un 25,9% entre 25 i 44, un 23,7% de 45 a 60 i un 20,1% 65 anys o més.
L'edat mediana era de 40 anys. Per cada 100 dones de 18 o més anys hi havia 77,7 homes.
La renda mediana per habitatge era de 29.954 $ i la renda mediana per família de 37.656 $. Els homes tenien una renda mediana de 27.143 $ mentre que les dones 17.093 $. La renda per capita de la població era de 15.311 $. Entorn del 10,4% de les famílies i el 13,6% de la població estaven per davall del llindar de pobresa.

## Poblacions més properes
El següent diagrama mostra les poblacions més properes.